# Lưu Vi Dân
Lưu Vi Dân (tiếng Trung: 刘为民; bính âm: Liú Wèimín, sinh năm 1968) từng là một phát ngôn viên hiện nay của Bộ Ngoại giao Cộng hòa Nhân dân Trung Hoa. Ông là người tỉnh Phúc Kiến và được bổ nhiệm sau khi Bộ ngoại giao Trung Quốc quyết định tăng số buổi họp báo thường kỳ từ 2 lần/tuần lên 5 lần/tuần. Ông tham gia buổi họp báo đầu tiên vào ngày 1 tháng 9 năm 2011.

## Tiểu sử
Ông đã có bằng cử nhân và từng đảm nhiệm các chức vụ:
- 1991-1993: Cán bộ, Vụ Công tác Lãnh sự thuộc Bộ Ngoại giao
- 1993-1994: Cán bộ, Tuỳ viên tại Đại sứ quán Trung Quốc ở Mauritius
- 1994-1996: Tuỳ viên, Vụ Tây Âu thuộc Bộ Ngoại giao
- 1996-2000: Bí thư thứ ba, Bí thư thứ hai, Phái bộ Trung Quốc tại Cộng đồng châu Âu
- 2000-2006: Vụ phó, Vụ trưởng, Vụ Tây Âu (Vụ châu Âu) thuộc Bộ Ngoại giao
- 2006-2010: Tham tán, Đại sứ quán Trung Quốc tại Anh Quốc
- 2010-	Tham tán, Vụ thông tin thuộc Bộ ngoại giao Trung Quốc.
- Tháng 8 năm 2012- Tham tán Công sứ Đại sứ quán TQ tại Hoa Kỳ.[4]